# اختلال خوردن
اختلال خوردن نوعی اختلال در نحوهٔ غذا خوردن است که از حالت طبیعی خارج شده است؛ مثلاً اگر فرد از خوردن غذای کافی امتناع می‌کند، یا بیش از اندازه غذا می‌خورد، یا پس از مصرف غذا اقدام به مصرف مسهل می‌کند، یا عمداً استفراغ می‌کند یا ترکیبی از اختلالات فوق را داشته باشد، به اختلال خوردن مبتلا شده است.
اختلال خوردن، شامل افکار و رفتارهای کنترل‌نشده‌ای است که الگوهای بیمارگونهٔ غذا خوردن را القا می‌کنند. زنان و مردانی که به این اختلال دچارند، تصور غیر واقعی و تحریف‌شده‌ای از بدن خود دارند؛ مثلاً این افراد همیشه فکر می‌کنند که بیش از حد چاق هستند.
به‌طور معمول، یک تصور اشتباه وجود دارد که اختلالات خوردن را نوعی انتخاب در سبک زندگی می‌دانند و تصور بر این است که آدم‌های چاق و پرخور دارای اختلال خوردن هستند. در حالی که اختلال خوردن هیچ ربطی به چاقی و لاغری ندارد. اختلالات خوردن در واقع بیماری‌های جدی و اغلب مرگباری هستند که با افکار و احساسات افراد مرتبط است.
علائمی حاکی از این اختلال وجود دارد که از جمله آنها می‌توان به اجتناب از غذا خوردن و پرخوری شدید اشاره کرد. افراد مبتلا به این اختلال از روش‌های خاصی برای دفع کردن غذا استفاده می‌کنند که همین عوامل نیز می‌تواند آسیب‌رسان باشد و علاوه بر اینکه زندگی فرد را مختل می‌کند، در نهایت می‌تواند به مرگ فرد منجر شود.

## تنظیم هیجانی و اختلال خوردن
روانشناسان شناختی پیوسته کوشیده‌اند تا خطاهای شناختی افراد مبتلا به اختلالات خوردن را شناسایی کنند. در سال‌های اخیر، با پی بردن به نقش خلق منفی به عنوان یکی از عوامل مؤثر در بروز این اختلال، تحقیقات زیادی در حوزهٔ هیجان و تنظیم هیجانی در حوزهٔ اختلالات خوردن صورت گرفت. محققان بر این باورند که افراد مبتلا به اختلالات خوردن در تنظیم هیجانات خود با مشکلاتی روبرو هستند و مهارت‌های لازم برای مقابله با هیجانات منفی را ندارند و خوردن راهکاری است که به وسیلهٔ آن می‌توانند برای مدتی هر چند کوتاه از این احساسات ناخوشایند فاصله بگیرند.
تنظیم هیجانی ریشه در مطالعهٔ دفاع‌های روان‌شناختی، استرس و مکانیسم‌های مقابله، نظریه دلبستگی و نظریه هیجان دارد. تنظیم هیجانی به عنوان یک سازهٔ مستقل نخستین بار در پژوهش‌های رشد کودک و پس از آن در مطالعات بزرگسالی وارد شد. بر مبنای رویکرد کارکردگرایی، هیجانات از آن جهت که غالباً پاسخ سازگارانه‌ای به مشکلات و موقعیت‌ها هستند، تکامل یافته‌اند. نظریه‌های هیجانی بر اهمیت هیجانات در بروز پاسخ‌های حرکتی، فیزیولوژیکی و رفتاری، تسهیل‌سازی فرایند تصمیم‌گیری، تقویت حافظه و تعاملات بین فردی تأکید دارند. با این وجود، هیجانات همان‌طور که می‌توانند کمک‌کننده باشند و سبب تسهیل فرایندها گردد، می‌توانند آسیب‌رسان نیز باشند. هیجانات زمانی که به گونه‌ای یا شدت نامناسب، نامرتبط با بافت مورد نظر و پایداری طولانی مدت بروز کنند، مشکل‌ساز تلقی می‌شوند. اصطلاح تنظیم هیجانی به خودی خود ابهام‌آمیز است؛ زیرا مشخص نمی‌شود که آیا هیجانات در جستجوی تنظیم فرایند دیگری مانند افکار، پاسخ‌های رفتاری یا فیزیوژیکی هستند (تنظیم به وسیله هیجان) یا خواستار تنظیم خود می‌باشند (تنظیم هیجانات). با این حال، منظور از تنظیم هیجانی، مفهوم دوم است؛ یعنی فرایندهایی که هیجانات با استفاده از آن‌ها خود را تنظیم می‌کنند. با این وجود تنظیم هیجانی به فرایندهای اشاره دارد که بر هیجانی که ما تجربه می‌کنیم، زمان و نوع تجربه و نحوهٔ بروز آن اثر می‌گذارد.